# Ernest Gagnon
Ernest Gagnon   (Louiseville, 7 de novembre de 1834 - Ciutat de Quebec, 15 de setembre de 1915) fou un folklorista, compositor i organista quebequès.
És conegut per compilar una gran quantitat de música folk franco-canadenca, que va publicar com a Chansons populaires du Canada entre 1865 i 1867. Va ser molt admirat per les seves virtuoses actuacions en l'orgue i també va ser considerat un expert en l'acompanyament de cant pla.

## Biografia
Nascut a Louiseville, Gagnon era d'una important família de músics a la ciutat de Québec. Era germà del compositor Gustave Gagnon i oncle del compositor Henri Gagnon. La seva germana Élisabeth estava casada amb el pianista Paul Letondal. Va estudiar l'orgue amb Charles Wugk Sabatier. De 1853 a 1864 va ser l'organista de l'Església "Saint-Jean-Baptiste", i va ocupar una posició similar a la Basílica-Catedral de Notre-Dame de 1864 a 1876. El 1857 va viatjar a París després d'haver-se permès els estudis i es va convertir en deixeble de Henri Herz i Alexandre Goria.
Moltes de les seves cançons del seu art, són peces corals i obres per a piano sol han estat publicades per la "Canadian Canadian Heritage Society" i per Adélard Joseph Boucher. La seva obra de piano Stadaconé (1858) fou la primera composició notòria basada en la música dels pobles aborígens del Canadà. [3] Va morir a la ciutat de Quebec als 80 anys i va ser enterrat a la Cimetière Notre-Dame-de-Belmont.